# Ženski svetovni rekord v teku na 3000 m
Ženski svetovni rekord v teku na 3000 m. Prvi uradno priznani rekord je leta 1974 postavila Ljudmila Bragina s časom 8:52,8, aktualni rekord pa je 13. septembra 1993 postavila Vang Džunšia s časom 8:06,11. Mednarodna atletska zveza uradno priznava 9 rekordov.

## Razvoj rekorda
| Čas     | Atletinja                  | Datum              | Prizorišče | Vir   |
| ------- | -------------------------- | ------------------ | ---------- | ----- |
| 8:52,8  | Ljudmila Bragina (URS)     | 7. julij 1974      | Durham     | [ 1 ] |
| 8:46,6  | Grete Andersen-Waitz (NOR) | 24. junij 1975     | Oslo       | [ 1 ] |
| 8:45,4  | Grete Waitz (NOR)          | 12. junij 1976     | Oslo       | [ 1 ] |
| 8:27,2  | Ljudmila Bragina (URS)     | 7. avgust 1976     | Adelaide   | [ 1 ] |
| 8:26,78 | Svetlana Ulmasova (URS)    | 25. julij 1982     | Kijev      | [ 1 ] |
| 8:22,62 | Tatjana Kazankina (URS)    | 26. avgust 1984    | Leningrad  | [ 1 ] |
| 8:22,06 | Žang Linli (CHN)           | 12. september 1993 | Peking     | [ 1 ] |
| 8:12,19 | Vang Džunšia (CHN)         | 12. september 1993 | Peking     | [ 1 ] |
| 8:06,11 | Vang Džunšia (CHN)         | 13. september 1993 | Peking     | [ 1 ] |